# Vlag van Andenne
De vlag van Andenne is op onbekende datum bij raadsbesluit vastgesteld als de vlag van de Naamse gemeente Andenne. De vlag kan als volgt worden beschreven:
Twee even hoge banen van geel en van zwart.
De vlag komt overeen met het vlagontwerp van de Raad van Heraldiek en Vexillologie (Frans: Conseil d’héraldique et de vexillologie). De kleuren zijn ontleend aan die van het gemeentewapen.